# 藤原定

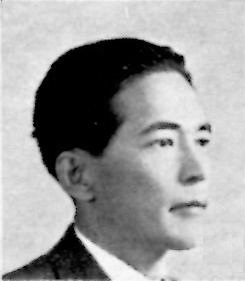
藤原定

藤原 定（ふじわら さだむ、1905年7月17日 - 1990年9月17日）は、日本の詩人、評論家、翻訳家。

## 略歴
福井県敦賀市に生まれる。法政大学文学部哲学科で三木清・谷川徹三に師事する。大学時代から「生活者」に小説・詩を投稿し、1936年（昭和11年）に草野心平に誘われ『歴程』の同人となる。その後、南満州鉄道調査部に勤務し、評論を上梓する。
1944年に第一詩集『天地の間』を刊行、戦後は法政大教授となる。1957年（昭和32年）に山室静らと詩雑誌『花粉』を発行する。1964年（昭和39年）には山梨県北巨摩郡大泉村西井出（現・北杜市大泉町西井出）に山荘を所有し、夏季の間は同地で詩作を行う。1979年（昭和54年）には第五詩集『環』を刊行し、『環』には「甲斐駒のうしろから」などの八ヶ岳山麓を題材とした詩も含まれている。また、藤原の山荘の所在する北杜市大泉町西井出の最寄りには、小海線の甲斐大泉駅が所在している。小海線は山梨県の小淵沢から長野県小諸を結ぶ単線の鉄道で、藤原は小海線を題材とした「小海線の詩」も手がけている。
1980年（昭和55年）に『環』で日本詩人クラブ賞受賞。1990年『言葉』で現代詩人賞受賞。評論、詩集のほかドイツ文学の翻訳も行なった。
1957年度NHK全国学校音楽コンクール高等学校の部課題曲『白き雲ゆく』の作詞者（作曲は橋本喬雄、編曲は島岡譲）。

## 著書
- 『文学における人間の生成』（文学社） 1937
- 『近代支那思想』（中央公論社、東亜新書） 1941
- 『現代作家の人間探究』（図書研究社） 1942
- 『天地の間』（八雲書林） 1944
- 『現代人の形成』（文化書院） 1948
- 『恋愛論 情熱の人間学』（福村書店） 1949
- 『ゲーテと世界精神』（日本教文社、ユネスコ叢書） 1950
- 『萩原朔太郎』（角川新書） 1951
- 『愛と友情 少年少女のために』（福村書店） 1952
- 『にくしみより愛へ 少年少女のために』（福村書店） 1953
- 『中学生のための私たちの生き方』（宝文館） 1954
- 『距離 詩集』（ユリイカ） 1954
- 『愛の詩集』（編著、三笠新書） 1955
- 『若き友へ』（河出新書） 1956
- 『友情と恋愛』（宝文館） 1958
- 『北陸路』（編、宝文館、日本の風土記） 1959
- 『日本近代詩 解釈・鑑賞・詩人論』第1 - 2（弥生書房） 1962
- 『僕はいる僕はいない 詩集』（昭森社） 1964
- 『愛のパンセ 新しい愛の見方考え方』（三笠書房） 1965
- 『詩の宇宙 重吉・暮鳥・元吉・賢治』（皆美社） 1972
- 『幻視者萩原朔太郎』（麦書房） 1977
- 『環 詩集』（弥生書房） 1979
- 『藤原定詩集』（土曜美術社、日本現代詩文庫） 1985
- 『言葉 詩集』（沖積舎） 1989
- 『藤原定全詩集』（沖積舎） 1992

## 翻訳
- ゲーテ『ヘルマンとドロテーア』角川書店〈角川文庫 228〉、1951年10月30日。NDLJP:1690734。(要登録)
- 『愛と死の歌』（リルケ、角川文庫） 1956
- 『グリム伝説集』1 - 3（グリム兄弟、山室静、植田敏郎共訳、実業之日本社） 1959 - 1960
- 『愛のかなしみ』（ヘッセ、国土社、ジュニア版世界の名作） 1965
- 『カロッサ詩集』（カロッサ、弥生書房、世界の詩） 1965
- 『世界青春詩集』（三笠書房、世界の名詩集） 1967
- 『シュトルム詩集』（シュトルム、角川書店、世界の詩集5） 1967 のち文庫
- 『李太白詩集』（李太白、角川書店、中国の詩集4） 1973